# Loja Dschirga

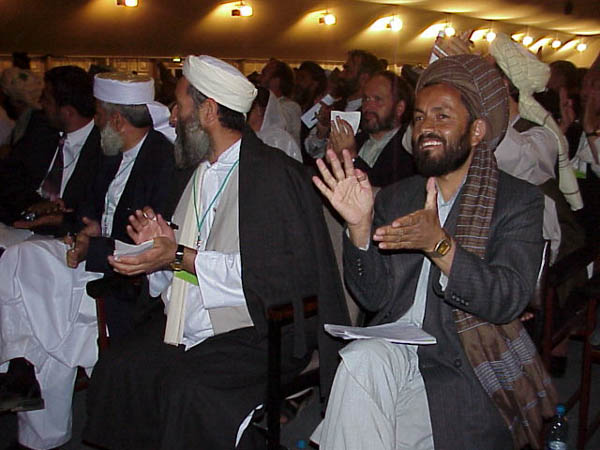
Delegierte der Loja Dschirga, Kabul 2002

Die Loja Dschirga oder Loya Gerga (persisch لويه جرگه; paschtunisch لويه جرګه Loya Jirga(h)) ist die große Versammlung, die bis heute in Afghanistan, Usbekistan, Turkmenistan und in der Mongolei zur Klärung der großen nationalen und ethnischen/tribalischen Fragen abgehalten wird.
Der zweite Bestandteil des aus „Loja“ (auf paschtunisch لويه, zu Deutsch groß) und „Dschirga“ (persisch جرگه, zu Deutsch Zelt, Kreis, Rat, Versammlung, Treffen, Disput) zusammengesetzten Begriffes stammt ursprünglich aus einer mongolischen oder Turksprache.

## Ursprung
Solche Versammlungen haben ihren Ursprung in den altaischen Kulturen, so auch aus dem mongolischen Reich. So erhoben z. B. die mongolischen Stammesfürsten Dschingis Khan im Jahre 1206 in einer „Ger“ (gesprochen mit französischem „J“) zu ihrem Oberhaupt bzw. Großkhan.
Unter den Timuriden und den Moghulen, obwohl sie türkische als auch mongolische Wurzeln hatten, war die Loja Dschirga in Vergessenheit geraten. Einerseits weil sie „persifiziert“ waren, andererseits weil sie Wesire und Diplomaten hatten, die sich mit Problemen befassten, die das Gesellschaftsleben betrafen, ganz zur Zufriedenheit des Herrschers.

## Jüngere Geschichte

### Paschtunen
In der paschtunischen Gesellschaft werden die Loja Dschirgas heute noch sehr stark praktiziert und gepflegt und vor und mit Stammesfürsten abgehalten, in denen gesellschaftlich interne oder externe Konflikte mit anderen Stämmen zu beseitigen versucht wird. Der Grund für die Existenz der Loja Dschirga bei den Paschtunen liegt in der nicht-iranischen Herkunft einiger Stämme. So waren die Zadran (von den Nicht-Paschtunen heute als Jadran bezeichnet) ursprünglich ein mongolischer Stamm, der mit der Zeit der Islamisierung durch die Paschtunen in den nördlichen Regionen der Sulaimangebirgsketten paschtunisiert wurde. Weitere nicht-iranische Paschtunenstämme mit türkischem oder mongolischem Hintergrund sind die Ghalzais, Nachfahren der Khaljis oder die Zazais (von Nicht-Paschtunen als Jajis bezeichnet).
Als Paschtunenfürsten die Macht übernahmen, versuchten sie, durch diese Versammlungsart ihre Macht zu legitimieren. Während anfangs nur Paschtunen von Gerga bzw. Dschirga Gebrauch machten, wurden später auch andere ethnische Gruppen einbezogen, jedoch ohne die Nicht-Paschtunen wirklich zu berücksichtigen. Die Teilnehmer sind Stammes- oder Regionalführer, Politiker, Militärs oder religiöse Führer, Mitglieder der Königsfamilie und der Regierung. König Amanullah Khan institutionalisierte die Loja Dschirga. Er war auch der einzige König, der drei Mal von ihr Gebrauch machte. Seit Amanullah Khan bis zur Herrschaftszeit von Zaher Khan (1933–1973) und Mohammed Daoud Khan (1973–1978) verstand man unter Loja-Dschirga eine gemeinsame Sitzung aus regionalen paschtunischen Stammesführern.
Die Treffen finden in unregelmäßigen Abständen statt. Einige Historiker vermuten, dass diese Tradition schon 1000 Jahre alt ist.
Es gibt keine Zeitbeschränkung in einer Loja Dschirga, und sie tagt solange, bis Entscheidungen getroffen werden. Entscheidungen werden nur als Konsens getroffen. Viele verschiedene Probleme werden beraten, wie Außenpolitik, Kriegserklärung, Legitimierung von Führern oder die Einführung neuer Ideen und Regeln.

### Afghanistan
Meinungsverschiedenheiten, Streitigkeiten, gar die Aufhebung der Stammesfehden wurden häufig durch den Dialog in Form von „Dschirgas“-Versammlungen in verschiedenen Stämmen gelöst. Die „Dschirgas“ bestimmten die politische und wirtschaftliche, sowohl auch religiösen und kulturellen Eigenarten des afghanischen Volkes. Die ursprünglichen „Dschirgas“ bestanden aus dem politischen Körper der Dorfvorsteher (Wakil), Kaufmänner und Landbesitzer (Khans), Mullahs der umliegenden Moscheen, sowie Dichtern (Schaheran) und Musikern (Musiqui-Mandan).
Die vier Säulen der afghanischen Gesellschaft – die politische, die wirtschaftliche, die religiöse und die kulturelle – trugen das Fundament der afghanischen „Politiae“, im späteren Königreich Afghanistan, welches im achtzehnten Jahrhundert aus Teilen des ostpersischen Reiches entstanden ist. Schon damals 1747 ernannte der „Loya Dschirga“ – große Versammlung – Ahmad Kahn Durrani als König und legitimierte seine Macht durch das Votum der Stammesgesandeten. Auch wenn das Verfahren zur Ernennung eines Königs durch die Institution „Loja Dschirga“ aus heutiger Sicht nicht als demokratisch bezeichnet werden kann, stellte die „Loja Dschirga“ das Fundament des afghanischen Staates dar und spielte als verfassungsgebendes Organ bei der Machtverteilung in Afghanistan eine äußerst wichtige Rolle. Die Bedeutung der „Loya Dschirga“ erkannten auch die nachfolgenden Machthaber und politischen Akteure. Um die verschiedene Stämme und Ethnien hinter sich zu vereinigen, stützen sich immer wieder die politischen Akteure bei den existentiellen innen- und außenpolitischen Entscheidungen, wie z. B. der Frage „Krieg und Frieden“, auf den Einfluss der „Loya Dschirga“.
Diese großen Versammlungen aller Stämme und Ethnien Afghanistans „Loya Dschirga“ wurde im Laufe der Geschichte, von einigen politischen Akteuren und Machthabern Afghanistans auch für ihre politische Zwecke in und um Afghanistan missbraucht. Die Legitimation des Einparteienstaates in Afghanistan durch die „Loya Dschirga“ während der Regierungszeit Mohammed Daoud Khan (1977) stellte sich außen- sowie innenpolitisch als ein schwerer Fehler heraus und ist hier als ein besonderes Beispiel aufzuführen. Die „Loya Dschirga“ befähigte Präsident Daoud Khan, seine Herrschaft durch die Etablierung eines Einparteienstaates in Afghanistan auszubauen und zugleich nicht nur seine Erzrivalen, die Mitglieder der Demokratischen Volkspartei Afghanistans (DVPA) zu verfolgen, sondern auch die verschiedenen islamistischen Gruppierungen und die kleinen demokratisch orientierten Kreise in Kabul zu unterdrücken.
Auch die nachfolgenden Regierungen der Demokratischen Republik Afghanistan (1979 bis 1991) nutzten die „Loya Dschirga“, um ihre politischen Ziele zu erreichen. Während der sowjetischen Besatzung war „Loya Dschirga“ in der Bevölkerung kaum akzeptiert, da sie die kommunistisch ausgerichtete afghanische Verfassung (1985) der sowjetischen Besatzer legitimierte. Die „Loya Dschirga“ stieß während dieser Epoche nicht nur auf Ablehnung der oppositionellen Kräfte in Afghanistan, sondern verlor auch ihre einstige Bedeutung als besondere Dialogform zwischen den Ethnien.

### Chorasan
Folgende Loja Dschirgas fanden in der Geschichte Chorasans (bis 1857/58) statt. Die ersten Versammlungen dieser Art sollen ab 1414 unter dem Titel Jirga e Safa (Reinigungsversammlung) abgehalten worden sein.
- 1747 in der Nähe von Kandahar, Paschtunische Teilnehmer beriefen Ahmad Schah Durrani als neuen Führer
- 1793, einberufen von Timur Schah Durrani, Sohn von Ahmad Schah, um die Verlegung der Hauptstadt von Kandahar nach Kabul abzusegnen

### Zeittafel Kabulistan und Afghanistan
Eine Loja Dschirga fand in der Geschichte Kabulistans statt:
- 1880, einberufen von Abdur Rahman Khan

Folgende Loja Dschirgas fanden in der Geschichte Afghanistans (seit 1911) statt:
König Amanullah Khan (1919–1929) machte Loja Dschirga zu einer politischen Institution, da er die große Versammlung gleich drei Mal einberief:
- 1920 in Dschalalabad, der Provinzhauptstadt von Nangarhar: Verabschiedung der Gesetze zu politischen und sozialen Reformen und der ersten Verfassung, Abschaffung der Sklaverei, die vorwiegend die Ethnie der Hazara betraf, und der Zwangssteuer, die vorwiegend von Hindus und Sikhs eingetrieben wurde
- 1922 und 1924 in Paghman, Provinz Kabul: Verabschiedung von Gesetzen zu Wirtschaftsreformen, zum Aufbau des Parlaments und zu Reformen des Militärs und Verwaltungswesens.
- 1930, einberufen von Mohammed Nadir Schah, um seine Thronbesteigung zu legitimieren
- 1941, einberufen von Mohammed Zahir Schah, um die Neutralität im Zweiten Weltkrieg zu wahren
- 1964, mit 452 Teilnehmern, einberufen von Mohammed Zahir Schah, um eine neue Verfassung zu verabschieden
- 1974, einberufen von Mohammed Daoud Khan mit der Absicht, Pakistan mit der Duran-Line-Frage zu konfrontieren (mit schwerwiegenden Folgen, denn Pakistan schickte den paschtunischen Warlord Gulbuddin Hekmatyār nach Kabul, der die Stadt fast vollständig zerbomben ließ)
- 1977, verabschiedete die neue Verfassung von Mohammed Daoud Khan, die einen Einparteienstaat für die Republik Afghanistan vorsah
- 1985, verabschiedete die neue Verfassung der Demokratischen Republik Afghanistan
- 2001 gab es vier verschiedene Loja Dschirgas, die die Folgen des Endes der Taliban-Herrschaft diskutierten:
  - Die erste in Rom um den exilierten Mohammed Zahir Schah. Sie vertrat die Interessen der Paschtunen aus dem Südosten Afghanistans, also der Gruppe, die die Taliban unterstützten. Roms Initiative verlangte angemessene Wahlen für alle, Unterstützung der Regierung, Achtung der Menschenrechte und Unterstützung des Islams als religiöses Fundament Afghanistans.
  - Die zweite traf sich in Zypern, geführt von Homayoun Jarir, dem Schwager des Warlords und Taliban-Kämpfers Gulbuddin Hekmatyār. Die Mitglieder der in Zypern gehaltenen Dschirga waren zum größten Teil der königlichen Familie angehörig oder unabhängige Adelige paschtunischer Abstammung.
  - Die dritte und wichtigste war die so genannte Afghanistan-Konferenz auf dem Petersberg bei Bonn,
  - und die vierte fand in Pakistan statt.
- 2002, 11. Juni, einberufen von der Übergangsverwaltung von Hamid Karzai, mit 1500 Delegierten, die entweder durch Wahlen in den verschiedenen Landesteilen bestimmt oder von politischen, kulturellen oder religiösen Gruppen entsandt wurden. Sie wurde in einem großen Zelt auf dem Campus der Polytechnischen Hochschule Kabul abgehalten. Sie etablierte die Übergangsregierung.[1]
- 2003, am 14. Dezember trafen sich 502 Delegierte, darunter 114 Frauen, in Kabul, um über eine neue Verfassung für Afghanistan zu beraten. Andere Diskussionspunkte waren die Frage nach der offiziellen Sprache (Persisch (Dari) oder Paschtu), ob der ehemalige König Mohammed Sahir Schah den Titel „Landesvater“ behalten solle, die Rechte der Frauen und ob Afghanistan eine freie Marktwirtschaft haben solle. Ursprünglich sollte diese Loja Dschirga nur 10 Tage dauern. Doch die Auseinandersetzungen waren langwierig, in Afghanistan wurde die Loja Dschirga deshalb auch loja dschagra (Großer Kampf) genannt. Am 4. Januar 2004 verabschiedete die Loja Dschirga die neue Verfassung für Afghanistan.
- 2011, vom 16. bis 19. November tagte die Loja Dschirga in Kabul zur aktuellen Situation Afghanistans[2] und die Zukunft des Landes.[3] und sprach sich grundsätzlich für eine Zusammenarbeit mit den USA und Friedensverhandlungen mit den Taliban aus[4]
- 2013, im November, stimmte eine Loja Dschirga mit 2500 Delegierten dem Sicherheitsabkommen mit den USA und damit der weiteren Präsenz von US-Truppen zu.[5]
- 2019 tagt die Loja Dschirga vom 29. April bis zum 2. Mai in Kabul mit 3200 Delegierten, um die Rahmenbedingungen für Friedensverhandlungen mit den Taliban festzulegen.[6]

### Belutschen
Am 29. April 2006 bot der belutschische Minister Mir Taj Muhammad Jamali dem pakistanischen Präsidenten Pervez Musharraf ein Treffen (Loya Dschirga) an mit der Absicht, die Provinz Belutschistan wieder zu befrieden. Eine weitere Große Dschirga wurde im September 2006 in Kalat abgehalten, bei der es um die Rechte der Belutschen ging.